# N674 (België)
De N674 is een gewestweg in de Belgische provincie Luik. De weg verbindt de N633 in Méry ten noorden van Esneux met de N62 bij Gomzé. De route heeft een lengte van ongeveer 7 kilometer.

## Plaatsen langs de N674
- Méry
- Haut'gné
- Dolembreux
- Gomzé